# Iwaniwka (hromada Uzyn)
Iwaniwka (ukr. Іванівка) – wieś na Ukrainie, w obwodzie kijowskim, w rejonie białocerkiewskim, w hromadzie Uzyn. W 2001 liczyła 971 mieszkańców, spośród których 960 wskazało jako ojczysty język ukraiński, a 11 rosyjski.